# İğdeli, Çandır
İğdeli là một xã thuộc huyện Çandır, tỉnh Yozgat, Thổ Nhĩ Kỳ. Dân số thời điểm năm 2010 là 168 người.